# Вале-де-Ажнеш
Вале-де-Ажнеш (порт. Vale de Asnes)  —  район (фрегезия) в Португалии,  входит в округ Браганса. Является составной частью муниципалитета  Мирандела. По старому административному делению входил в провинцию Траз-уж-Монтиш и Алту-Дору. Входит в экономико-статистический  субрегион Алту-Траз-уш-Монтеш, который входит в Северный регион. Население составляет 413 человека на 2001 год. Занимает площадь 21,50 км².
Покровителем района считается Апостол Пётр (порт. São Pedro). 